# Foot-Ball Associazione Novara 1928-1929
Questa voce raccoglie le informazioni riguardanti la Foot-Ball Associazione Novara nelle competizioni ufficiali della stagione 1928-1929.

## Stagione
Nella stagione 1928-1929 il Novara allenato da Giuseppe Milano disputa il girone A del campionato di Divisione Nazionale. Ha raccolto 23 punti con il 10º posto finale, risultato che ha escluso la squadra piemontese dalla prossima Serie A a girone unico, vi sono entrate solo le prime otto di ogni girone, e destinato invece i biancoazzurri al girone unico della nuova Serie B 1929-1930. Il girone A è stato vinto dal Torino con 48 punti, mentre lo scudetto è stato vinto per la seconda volta dal Bologna, vincitore del girone B, che nella tripla finale ha battuto proprio i granata che erano campioni d'Italia in carica.

## Divise
| Prima divisa |

## Rosa
| N. |                   | Ruolo | Calciatore         |
| -- | ----------------- | ----- | ------------------ |
|    | Italia (bandiera) | P     | Mario Curti        |
|    | Italia (bandiera) | P     | Pietro Galli (I)   |
|    | Italia (bandiera) | P     | Alessandro Pozzi   |
|    | Italia (bandiera) | D     | Angelo Bonelli     |
|    | Italia (bandiera) | D     | Aldo Bonenti       |
|    | Italia (bandiera) | D     | Angelo Cassano     |
|    | Italia (bandiera) | D     | Mario Rabaglio     |
|    | Italia (bandiera) | C     | Barcellini         |
|    | Italia (bandiera) | C     | Mario Meneghetti   |
|    | Italia (bandiera) | C     | Alberto Pagliarini |
|    | Italia (bandiera) | C     | Nicola Papa        |
|    | Italia (bandiera) | C     | Giovanni Pestarini |

| N. |                     | Ruolo | Calciatore          |
| -- | ------------------- | ----- | ------------------- |
|    | Italia (bandiera)   | A     | Angelo Ferraris     |
|    | Italia (bandiera)   | A     | Angelo Galli (II)   |
|    | Italia (bandiera)   | A     | Arduino Marchetti   |
|    | Italia (bandiera)   | A     | Piero Mariani       |
|    | Svizzera (bandiera) | A     | Felice Martinelli   |
|    | Italia (bandiera)   | A     | Giustiniano Marucco |
|    | Italia (bandiera)   | A     | Ezio Oldani         |
|    | Italia (bandiera)   | A     | Pietro Pazzi        |
|    | Italia (bandiera)   | A     | Augusto Ravetta     |
|    | Italia (bandiera)   | A     | Ettore Reynaudi     |
|    | Italia (bandiera)   | A     | Secondo Tessiora    |
|    | Italia (bandiera)   | A     | Eugenio Tognazzi    |

## Risultati

### Divisione Nazionale

#### Girone A

##### Girone di andata
| Arbitro: | Mattea (Casale Monf.) |

|                            |           |               |
| Bergamini 48’ Vecchina 77’ | Marcatori | 7’, 73’ Pazzi |

| Arbitro: | Giorgi (Milano) |

|             |           |                                                                              |
| Marucco 83’ | Marcatori | 5’, 67’ Franzoni 12’ (aut.) Pagliarini 56’, 65’, 80’ Vezzani 85’ G. Rossetti |

| Arbitro: | Ferro (Milano) |

|                                                           |           |                         |
| Fontana 30’ (rig.) Moruzzi 35’ L. Poggi 60’ Del Ponte 80’ | Marcatori | 14’ Mariani 53’ Marucco |

| Arbitro: | Mastellari (Bologna) |

|             |           |                                           |
| Marucco 72’ | Marcatori | 26’, 51’, 55’ Pastore 81’ G. Santagostino |

| Arbitro: | Asei Conte (Vercelli) |

|                                                               |           |                               |
| Patrucco 10’ Gabba 22’, 33’, 51’ Demarchi 54’ Migliavacca 71’ | Marcatori | 15’ Marucco 57’ (aut.) Boltri |

| Arbitro: | Lenti (Genova) |

|              |           |                                          |
| Ferraris 41’ | Marcatori | 62’ Bernardini 86’ Fasanelli 89’ Benatti |

| Arbitro: | Bruna (Venezia) |

|                 |           |  |
| Gianelli Buschi | Marcatori |  |

| Arbitro: | Scarpi (Dolo) |

|  |           |                          |
|  | Marcatori | 45’ Alberti 75’ Magnozzi |

| Arbitro: | Giorgi (Milano) |

|                |           |                             |
| M. Moretti 69’ | Marcatori | 26’ Tognazzi 63’ Martinelli |

| Arbitro: | Turriti (Firenze) |

|               |           |               |
| Piccaluga 74’ | Marcatori | 57’ Marchetti |

| Arbitro: | Garbieri (Genova) |

|                            |           |  |
| Tognazzi 66’ Marchetti 71’ | Marcatori |  |

| Arbitro: | Caironi (Milano) |

|  |           |              |
|  | Marcatori | 38’ Banchero |

| Arbitro: | Osti (Ferrara) |

|               |           |  |
| Ostromann 65’ | Marcatori |  |

| Arbitro: | A. Gama (Milano) |

|                                      |           |                             |
| Marucco 26’ (rig.) Tognazzi 27’, 48’ | Marcatori | 14’ V. Crosta 26’ R. Gregar |

| Legnano 27 gennaio 1929 15ª giornata | Legnano        | 0 – 0 referto | Novara | Campo di Via Pisacane\| Arbitro: \| Osti (Ferrara) \| |
| Arbitro:                             | Osti (Ferrara) |               |        |                                                       |

##### Girone di ritorno
| Arbitro: | Giorgi (Milano) |

|              |           |         |
| Pestarini 4’ | Marcatori | 82’ Zen |

| Arbitro: | Bonello (Venezia) |

|                                                |           |  |
| Vezzani 22’, 29’ Baloncieri 55’, 71’ Janni 59’ | Marcatori |  |

| Novara 17 febbraio 1929 18ª giornata | Novara           | 0 – 0 referto | La Dominante | Campo di via Lombroso\| Arbitro: \| Mangano (Milano) \| |
| Arbitro:                             | Mangano (Milano) |               |              |                                                         |

| Arbitro: | Girelli (Verona) |

|                                                                        |           |  |
| G. Santagostino 11’, 33’, 64’ Aigotti 40’, 81’ Torriani 47’ D. Gay 72’ | Marcatori |  |

| Arbitro: | U. Gama (Milano) |

|                            |           |  |
| Tognazzi 32’ Marchetti 88’ | Marcatori |  |

| Arbitro: | Bonello (Venezia) |

|                                       |           |  |
| Fasanelli 66’ Chini 67’ Volk 82’, 88’ | Marcatori |  |

| Arbitro: | Turbiani (Ferrara) |

|                                                               |           |               |
| Tognazzi 27’, 67’ Marucco 59’ (rig.) Ravetta 83’ A. Galli 88’ | Marcatori | 65’ Simonetti |

| Arbitro: | Giulini (Lodi) |

|                                                  |           |                              |
| Paolini 38’ Magnozzi 41’, 71’ Silvestri 79’, 84’ | Marcatori | 46’, 58’ Mariani 83’ Ravetta |

| Arbitro: | Gonani (Ravenna) |

|                          |           |             |
| Tognazzi 80’ Ravetta 89’ | Marcatori | 46’ Ferrais |

| Arbitro: | Giorgi (Milano) |

|                                                      |           |                          |
| Ravetta 20’ Mariani 45’ Marchetti 72’ Meneghetti 80’ | Marcatori | 41’ Manzotti 55’ Gardini |

| Arbitro: | A. Gama (Milano) |

|                                   |           |                                        |
| F. Rastelli 20’, 86’ Corengia 56’ | Marcatori | 3’ (rig.) Meneghetti 25’, 35’ Tognazzi |

| Arbitro: | U. Gama (Milano) |

|                                |           |  |
| Banchero 28’, 88’ Marchina 30’ | Marcatori |  |

| Arbitro: | Dani (Genova) |

|                          |           |                       |
| Tognazzi 12’ Ravetta 17’ | Marcatori | 71’ (rig.) L. Gazzari |

| Arbitro: | Turbiani (Ferrara) |

|                                                                 |           |  |
| Bonivento 20’, 68’ Reguzzoni 49’, 62’, 64’ Giani 75’ Gregar 77’ | Marcatori |  |

| Arbitro: | Bonello (Venezia) |

|               |           |             |
| Marchetti 23’ | Marcatori | 81’ Aliatis |

## Statistiche

### Statistiche di squadra
| Competizione        | Punti | In casa | In casa | In casa | In casa | In casa | In casa | In trasferta | In trasferta | In trasferta | In trasferta | In trasferta | In trasferta | Totale | Totale | Totale | Totale | Totale | Totale | DR  |
| Competizione        | Punti | G       | V       | N       | P       | Gf      | Gs      | G            | V            | N            | P            | Gf           | Gs           | G      | V      | N      | P      | Gf     | Gs     | DR  |
| ------------------- | ----- | ------- | ------- | ------- | ------- | ------- | ------- | ------------ | ------------ | ------------ | ------------ | ------------ | ------------ | ------ | ------ | ------ | ------ | ------ | ------ | --- |
| Divisione Nazionale | 23    | 15      | 7       | 3       | 5       | 25      | 26      | 15           | 1            | 4            | 10           | 15           | 51           | 30     | 8      | 7      | 15     | 40     | 77     | -37 |
| Totale              | 23    | 15      | 7       | 3       | 5       | 25      | 26      | 15           | 1            | 4            | 10           | 15           | 51           | 30     | 8      | 7      | 15     | 40     | 77     | -37 |

### Statistiche dei giocatori
| Giocatore     | Divisione Nazionale | Divisione Nazionale |
| Giocatore     | Presenze            | Reti                |
| ------------- | ------------------- | ------------------- |
| Barcellini    | ?                   | 0                   |
| A. Bonelli    | ?                   | 0                   |
| A. Bonenti    | ?                   | 0                   |
| A. Cassano    | ?                   | 0                   |
| M. Curti      | ?                   | -?                  |
| A. Ferraris   | ?                   | 1                   |
| A. Galli      | ?                   | 1                   |
| P. Galli      | ?                   | -?                  |
| A. Marchetti  | ?                   | 5                   |
| P. Mariani    | ?                   | 4                   |
| F. Martinelli | ?                   | 1                   |
| G. Marucco    | ?                   | 6                   |
| M. Meneghetti | ?                   | 2                   |
| E. Oldani     | ?                   | 0                   |
| A. Pagliarini | ?                   | 0                   |
| N. Papa       | ?                   | 0                   |
| P. Pazzi      | ?                   | 2                   |
| G. Pestarini  | ?                   | 1                   |
| A. Pozzi      | ?                   | -?                  |
| M. Rabaglio   | ?                   | 0                   |
| A. Ravetta    | ?                   | 5                   |
| E. Reynaudi   | ?                   | 0                   |
| S. Tessiora   | ?                   | 0                   |
| E. Tognazzi   | ?                   | 11                  |